# Горбач, Игорь Владимирович
И́горь Влади́мирович Го́рбач (укр. Ігор Володимирович Горбач; род. 27 мая 2004, Киев) — украинский футболист, полузащитник луганской «Зари» и молодёжной сборной Украины.

## Клубная карьера
Родился в Киеве, воспитанник академии киевского «Динамо». 3 августа 2023 года он был отдан в аренду луганской «Заре», а через несколько дней дебютировал на взрослом уровне в матче Премьер-лиги против «Александрии» (0:0). 5 октября забил свой первый гол на взрослом уровне в матче группового этапа Лиги конференций против «Брейдаблика» (1:0). Всего в этом турнире он забил три гола в пяти играх на групповом этапе в сезоне 2023/24 годов.

## Карьера в сборной
Выступал за юношеские сборные Украины до 17 и 19 лет.